# Акаро (село)
Акаро́ (также Языковка) — село в Хунзахском районе Дагестана, расположено на территории Кизилюртовского района. Входит в Самилахский сельсовет.

## География
Расположено на левом берегу реки Сулак.
Ближайшие населённые пункты: на севере — село Пятилетка, на северо-западе — село Акнада, на северо-востоке — сёла Кохтебе и Казиюрт, на юго-западе — сёла Нечаевка, Чонтаул и Костек, на юго-востоке — село Самилах.

## История
Село образовано на месте русского хутора Языковка, названного в честь его основателя Языкова. Хутор был покинут в 1918 году после чеченского рейда по Хасавюртовскому округу. В 1929 году хутор Эзиков входил в состав Чонтаульского сельсовета Махачкалинского района. В населённом пункте проживало 106 человек, 85 % населения — чеченцы, кумыки — 15%. В 1944 году население хутора подверглось депортации. С этого времени хутор перестаёт существовать. В конце 1950-х годов земли бывшего хутора были переданы под зимние пастбища колхоза им. Сталина (позже Хизроева) Хунзахского района, а на хуторе расположилась центральная усадьба прикутанного хозяйства. В 1966 году хутор Языковка входил в состав Чонтаульского сельсовета Хасавюртовского района. Указом ПВС ДАССР от 23.02.1972 г. на землях закрепленных за колхозом им. Хизроева на территории Кизилюртовского района зарегистрирован новый населённый пункт Акаро. До сих пор в основном употребляется прежнее название села — Языковка.

## Население
| 1926 | 1939 | 1970 | 1989 | 2002 | 2010 | 2021 |
| ---- | ---- | ---- | ---- | ---- | ---- | ---- |
| 106  | ↗158 | ↗260 | ↘224 | ↘189 | ↘173 | ↘110 |

По данным Всероссийской переписи населения 2010 года — моноэтничное аварское село.